# Mermaid, le lac des âmes perdues
Pour les articles homonymes, voir Mermaid.
Pour plus de détails, voir Fiche technique et Distribution.
Mermaid, le lac des âmes perdues, ou simplement Mermaid, (Русалка. Озеро мёртвых) est un film d'horreur russe réalisé par Sviatoslav Podgaïevski et sorti en 12 juillet 2018 en Russie.

## Synopsis
Un jeune fiancé, Roman, part fêter son enterrement de vie de garçon avec ses amis dans la maison de campagne de son père, qu'il n'a pas revu depuis vingt ans. Il ne voulait pas vraiment venir et au lieu de profiter de la fête, il décide de s'entraîner à nager dans le lac. Il y rencontre une étrange jeune femme aux longs cheveux. Après cette première rencontre, la jeune femme hante Roman qui croit devenir fou. Marina, sa fiancée, va essayer de sauver l'homme qu'elle aime, aidée de la sœur et du meilleur ami de Roman. La fin laisse planer le mystère sur le lac des âmes perdues.

## Distribution
Sauf indication contraire, les informations mentionnées dans cette section peuvent être confirmées par la base de données cinématographiques Allociné,  présente dans la section « Liens externes ».
- Viktoriya Agalakova : Marina
- Efim Petrunin : Roman
- Sofya Shidlovskaya : Lisa Grigorieva, la sirène
- Nikita Elenev : Ilya
- Sesil Plezher : Polina
- Igor Khripunov : le père
- Evgeniy Koryakovskiy :

l'entraîneur
- Nadezhda Igoshina : la mère
- Darya Yartseva : la mariée
- Dmitriy Yartsev : le père de la mariée

## Fiche technique
- Titre français : Mermaid, le lac des âmes perdues
- Titre français alternatif : Mermaid
- Titre original : Русалка. Озеро мёртвых
- Année de production : 2018
- Réalisation et scénario : Sviatoslav Podgaïevski
- Production : Dzhanik Faiziyev
- Sociétés de production : Central Partnership, KIT Film Studio, QS Films, Fonds du cinéma russe, STGCinema
- Société de distribution : Central Partnership (Russie), Wide Side (France)
- Budget : 42 000 000 ₽
- Recette : 3 741 098 $ US
- Pays d'origine :  Russie
- Langue originale : russe
- Format : couleur, 2,35 : 1
- Genre : film d'horreur
- Durée : 87 minutes
- Date de sortie :
  - Russie : 12 juillet 2018

## Accueil

### Nomination
- 26e édition du Fantastic'Arts – Festival du film fantastique de Gérardmer 2019